# Fístula reto-vaginal
Uma fístula retovaginal é uma condição médica em que há uma fístula ou conexão anormal entre o reto e a vagina. As fístulas retovaginais podem ser extremamente debilitantes. Se a abertura entre o reto e a vagina for larga, permitirá que tanto a flatulência quanto as fezes escapem pela vagina, levando à incontinência fecal. Existe uma associação com infecções urinárias e vaginais recorrentes. A fístula também pode conectar o reto e a uretra, o que é chamado de fístula reto-uretral. Ambas as condições podem levar à fusão labial. Este tipo de fístula pode fazer com que os pediatras diagnostiquem erroneamente o ânus imperfurado . A gravidade dos sintomas dependerá do tamanho da fístula. Na maioria das vezes, aparece cerca de uma semana após o parto.

## Causas
As fístulas retovaginais são frequentemente o resultado de trauma durante o parto (caso em que é conhecida como fístula obstétrica ), com risco aumentado associado a lacerações significativas ou intervenções são utilizadas, como episiotomia ou partos operatórios (fórceps / extração a vácuo) ou em situações em que há cuidados de saúde inadequados, como em alguns países em desenvolvimento . A fístula retovaginal é considerada a principal causa de morte materna nos países em desenvolvimento. Os fatores de risco incluem trabalho de parto prolongado, parto instrumental difícil e episiotomia paramediana. As taxas na Eritreia são estimadas em 350 por 100.000 nascimentos vaginais. As fístulas também podem se desenvolver como resultado de trauma físico na vagina ou no ânus, inclusive por estupro. As mulheres com fístulas retovaginais são frequentemente estigmatizadas nos países em desenvolvimento e tornam-se excluídas.
A fístula retovaginal também pode ser um sintoma de várias doenças, incluindo infecção por linfogranuloma venéreo, ou o resultado não intencional de uma cirurgia, como episiotomia ou cirurgia de redesignação sexual . Podem apresentar-se como complicação de cirurgia vaginal, incluindo histerectomia vaginal. Eles são uma apresentação reconhecida de carcinoma retal ou raramente de doença diverticular do intestino ou doença de Crohn.

## Tratamento
Depois de diagnosticar a fístula retovaginal, é melhor esperar cerca de três meses para permitir que a inflamação diminua. Para fístulas baixas, uma abordagem vaginal é melhor, enquanto um reparo abdominal seria necessário para uma fístula alta no fórnice posterior .Uma incisão circular é feita ao redor da fístula e a vagina é separada do reto subjacente com uma dissecção circunferencial acentuada. Todo o trato fistuloso, juntamente com uma pequena borda da mucosa retal, é incisado. A parede retal é então fechada extramucosa.

A maioria das fístulas retovaginais precisará de cirurgia para correção. Medicamentos como antibióticos e infliximabe podem ser prescritos para ajudar a fechar a fístula retovaginal ou na preparação para a cirurgia.